# Kostel svatého Jakuba apoštola (Veliká Ves)
Kostel svatého Jakuba apoštola je římskokatolický kostel zasvěcený svatému Jakubovi ve Veliké Vsi v okrese Chomutov. Od roku 1963 je chráněn jako kulturní památka. Stojí v mírném svahu nad dvěma rybníky. Z jižní a východní strany ho obklopuje zrušený hřbitov.

## Historie
Veliká Ves byla farní vsí již ve 14. století. Předchůdcem stojícího kostela byla gotická stavba z roku 1436, kterou však zničil požár. V 17. století vesnici získal pražský augustiniánský klášter, který nechal v roce 1739 poškozený kostel nahradit barokní stavbou a z původního zůstala jen samostatně stojící zvonice. V 19. století byl několikrát opraven.
Duchovní správci kostela jsou uvedeni na stránce: Římskokatolická farnost Veliká Ves; od roku 2013 na stránce: Římskokatolická farnost – děkanství Mašťov.

## Popis

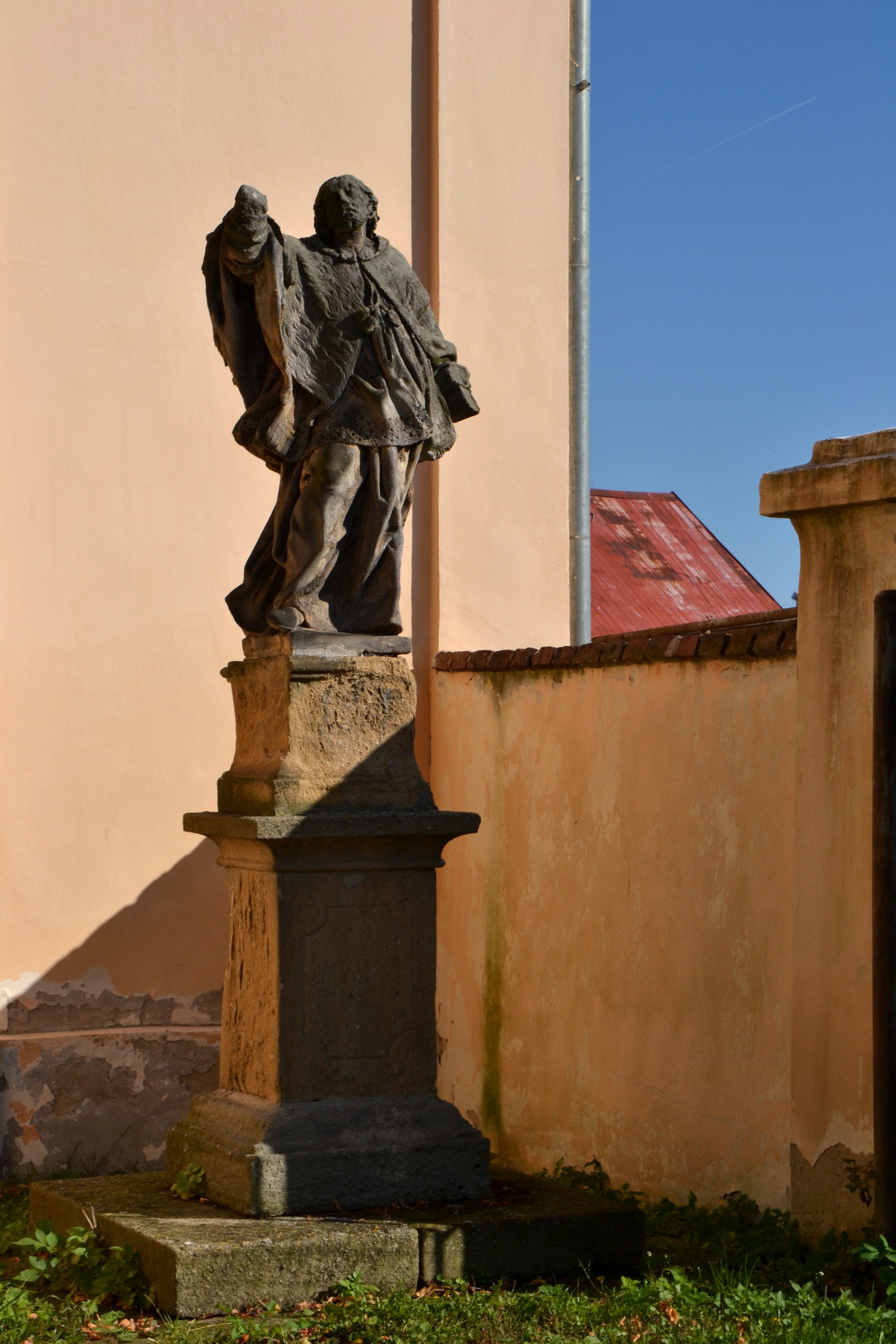
Socha svatého Jana Nepomuckého u vstupu do kostela

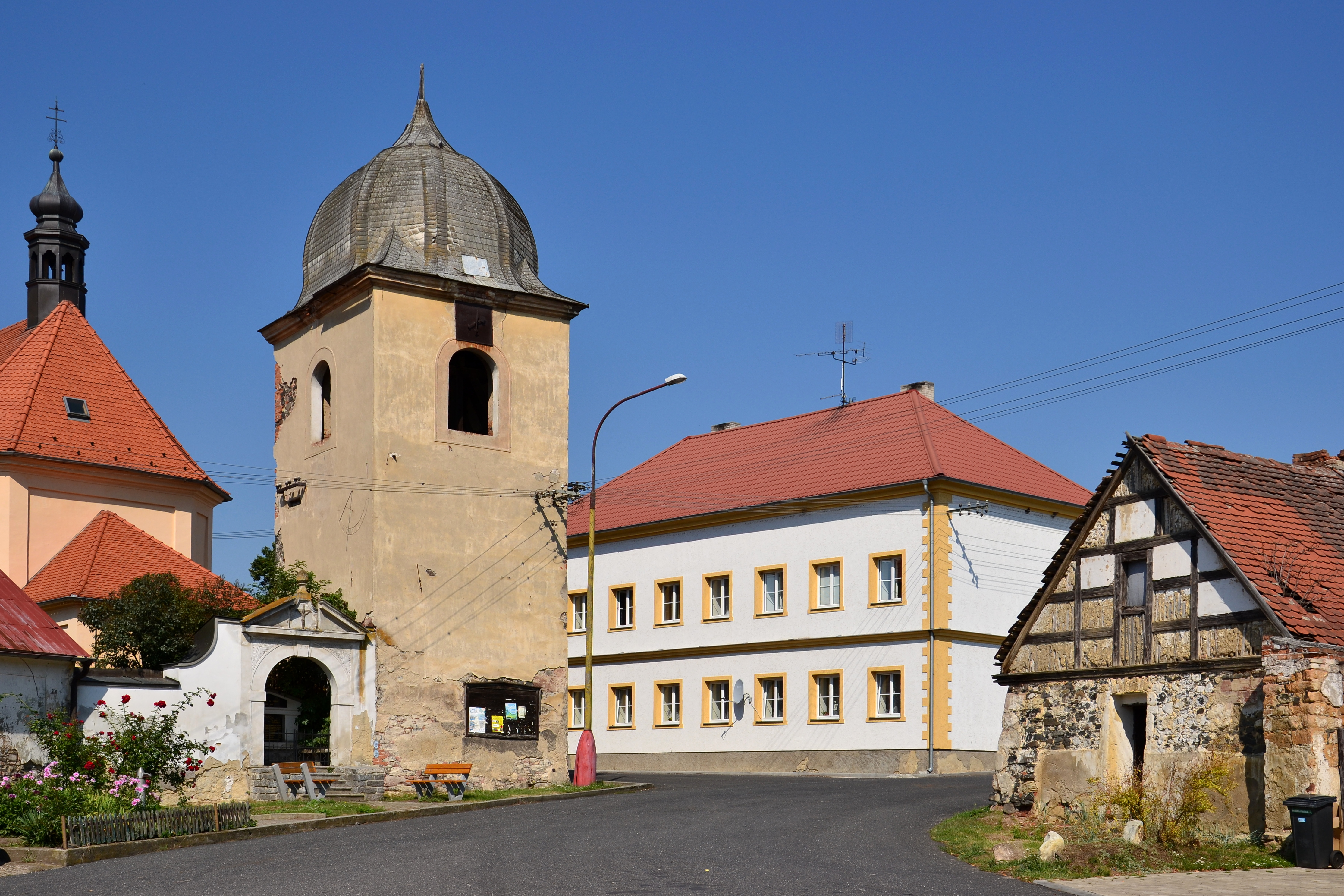
Zvonice

Kostel je obdélná jednolodní stavba na východě ukončená obdélným presbytářem se zkosenými rohy. K jeho východní straně je v ose stavby připojena sakristie. Před vstupem v západním průčelí se nachází předsíň. Na východním konci střechy je malá sanktusová vížka. Fasáda je zdobena jednoduchými lizénovými rámci. Loď s plochým stropem osvětlují obdélná, segmentově zakončená okna. Uvnitř se nachází dřevěná kruchta.

## Vybavení
Vybavení interiéru bylo z velké části zničeno. Raně barokní oltář pocházel ze druhé poloviny 17. století, dva boční oltáře a kazatelna z 18. století. Ke starším předmětům uvnitř patřila renesanční křtitelnice z doby okolo roku 1600 a pozdně gotická socha Madony z období okolo roku 1460.

## Okolí kostela
Po stranách vstupu stojí sochy svatého Augustina a svatého Jana Nepomuckého. V těsném sousedství na východě stojí hranolová věž patrové zvonice se slunečními hodinami na jižní a ciferníkem mechanických hodin na východní straně. V prvním patře se otevírají obdélná zvuková okna s obloukovými záklenky. Pod věží se nachází brána na hřbitov, která byla upravena na pomník padlým. Na západní straně na kostel navazuje zahrada velikoveského zámku.